# 古川年正
古川 年正 （ふるかわ としまさ、1947年5月11日 - ）は、日本のアルペンスキーヤー 。 

## 経歴・人物
北海道枝幸郡出身。北海高等学校を経て、芝浦工業大学へ進む。1972年札幌オリンピックで男子回転に出場したが、骨折による途中棄権で終わった。のち日本オリンピック委員会の理事や選手強化副本部長、全日本スキー連盟常務理事を歴任し、2014年ソチオリンピックでは日本代表選手団の副団長を務めた。2017年（平成29年）第一線から退いた。2018年（平成30年）現在、長野県上高井郡野沢温泉村に在住し、ペンション・シュネーを経営している。

## 親族
- 妻：古川美雪（アルペンスキーヤー）[1]